# Candiwatu
Candiwatu is een bestuurslaag in het regentschap Mojokerto van de provincie Oost-Java, Indonesië. Candiwatu telt 1632 inwoners (volkstelling 2010).